# Al Jolson
Al Jolson, původním jménem Asa Yoelson, (26. května 1886 Seredžius, Ruské impérium – 23. října 1950 San Francisco, Kalifornie) byl velmi uznávaný americký zpěvák, bavič a kabaretní herec židovského původu, jehož umělecká kariéra trvala od roku 1911 až do jeho smrti v roce 1950. Je pokládán za jednu ze zakladatelských osobností moderní populární hudby v USA a byl jeden z nejprodávanějších zpěváků 20. let. Jeho píseň Sonny Boy (1928) se držela na vrcholu prodeje 12 týdnů a prodalo se jí přes milion kopií. V roce 1927 si též zahrál hlavní roli v prvním částečně zvukovém filmu Jazzový zpěvák.

## Charakteristika
Patřil mezi vůbec nejpopulárnější herce a zpěváky ve 20. století, jednalo se o faktického předchůdce pozdějších hvězd amerického showbusinessu jako byli : Bing Crosby, Frank Sinatra, Dean Martin, Mandy Patinkin, Judy Garland, Sammy Davis, Jr., Eddie Fisher, Jerry Lewis, Jerry Lee Lewis, Elvis Presley, Tom Jones, Michael Jackson, Rufus Wainwright, David Lee Roth and Rod Stewart.
Na počátku své kariéry na scéně vystupoval namaskován s načernělým obličejem a do široka zdůrazněnými rty, což byl někdejší způsob jímž tehdejší američtí kabaretiéři napodobovali i karikovali lidové černošské hudebníky, zejména způsob jejich jevištního projevu (tance, hudby, zpěv atd.). Jednalo se o tzv. Minstrelský kabaret. Právě zde Al Jolson slavil své první umělecké úspěchy. Patřil ke generaci zpěváků, kteří začínali v době, kdy ještě neexistoval ani rozhlas, ani televize, zvukový film a gramofonový průmysl, umělecky vyrůstal pouze a jedině díky přímému styku s obecentvem. Nicméně do historie světové kinematografie vstoupil tím, že účinkoval jakožto hlavní hrdina v prvním americkém hudebním zvukovém filmu Jazzový zpěvák z roku 1927, o rok později zpíval i ve filmu Zpívající bloud. Po druhé světové válce o něm v Hollywoodu vznikly hned dva životopisné filmy, v nichž Al nehrál, pouze zpíval.
Al Jolson se ale nikdy nedokázal dokonale sžít s mikrofonem tak, jako to dokázal právě jeho přímý následovník Bing Crosby. Jeho ženským uměleckým protějškem (jeho uměleckou obdobou) byla americká zpěvačka Sophie Tucker (1884-1966).

## The Singing Fool
V roce 1928 natočil Al Jolson muzikál „The Singing Fool“. Ústřední píseň „Sonny Boy“ se stala první americkou nahrávkou, která se prodala v miliónu kopiích. Byla populární i v Evropě. Nizozemská novinářka a spisovatelka Annejet van der Zijlová po ní v roce 2004 pojmenovala svůj „dokumentární román“ Sonny Boy, rekonstruovaný podle skutečných událostí.